# Hannah Hoekstra
Hannah Hoekstra (Rotterdam, 2 augustus 1987) is een Nederlandse actrice die bekendheid kreeg door haar rol in de film Hemel, waarin ze de titelrol op zich nam. Voor deze rol ontving ze in 2012 een Gouden Kalf. In 2016 ontving ze een tweede Gouden Kalf voor haar rol van Tiny in De Helleveeg. In 2019 kreeg ze de hoogste (vrouwelijke) toneelprijs van Nederland, de Theo d'Or, voor haar rol in People, Places & Things van Toneelgroep Oostpool. Vanaf 2013 is ze verbonden aan het Nationale Toneel.

## Carrière
Hoekstra studeerde in 2010 af aan de Amsterdamse Toneelschool en Kleinkunst academie (2006–2010). Tijdens haar opleiding liep Hoekstra stage bij NTGent, waar ze meespeelde in de voorstelling Underground.
In het voorjaar 2010 speelde Hoekstra in de voorstelling Late avond idealen. In het najaar 2010 was zij te zien in de Winterparade-voorstelling Sneeuwmeisjes. In 2011 was Hoekstra naast Anneke Blok en Anne-Wil Blankers te zien in de voorstelling J@loezie. In 2012 speelde zij in Midzomernachtdroom bij het Nationale Toneel. In 2014 speelde zij de hoofdrol Anna in de televisiefilm Assepoester: Een modern sprookje.

## Filmografie

### Film
- Schitterend (2024) – Nina
- Cocaine Bear (2023) – Elsa
- Faithfully Yours (2022) – Yara
- Mijn vader is een vliegtuig (2021)-   Joosje
- Sisyphus at Work (2021)
- Love in a Bottle (2021) – Lucky
- Charlie's Angels (2019) – secretaresse Ingrid
- De Patrick (2019) – Nathalie
- Lost & Found (2018) – Lena Wellink
- Arthur & Claire (2017) – Claire
- Kleine IJstijd (2017) – Delphina
- De Helleveeg (2016) – Tiny
- Sunny Side Up (2015) – Judith
- Mees Kees op de planken (2014) – Marie Louise
- Hartenstraat (2014) – Joni
- Assepoester: Een modern sprookje (2014) – Anna Lopes Dias
- The Canal (2014); regie Ivan Kavanagh
- Mees Kees op kamp (2013) – Marie Louise
- APP (2013) – Anna Rijnders
- Freddy, leven in de brouwerij (2013) – Charlene
- Sunday Baby (2012) – HKU afstudeerfilm Loulou Peren
- Hemel (2012) – Hemel
- Mees Kees (2012) – Marie Louise
- Doodslag (2012) – Judith
- Mama (2010); regie Sanne Vogel
- Hemel, in between (2010)

### Theater
- Julie (2024); ITA ensemble, regie Rebecca Frecknall

- De Jaren (2022); Het Nationale Theater, regie Eline Arbo
- Slachthuis vijf (2022/2023); Theater Rotterdam, regie Erik Whien
- People, places & things (2019); Toneelgroep Oostpool, regie Marcus Azzini
- De Oresteia (2018); Het Nationale Theater, regie Theu Boermans
- De zender (2016); Toneelschuur Producties / Nationale Toneel, regie Joost van Hezik
- De revisor (2015); Nationale Toneel, regie Theu Boermans
- Mariken in de Tuin der Lusten (2015, opera); Opera2Day en Nationale Toneel
- Genesis (2015); Nationale Toneel, regie Johan Doesburg
- As You Like It (2014–2015); Nationale Toneel, regie Theu Boermans
- Tasso (2014, 2017); Nationale Toneel, regie Theu Boermans
- De Storm (2014); Nationale Toneel, regie Johan Doesburg
- After the end/Na het einde (2011); Toneelschuur Producties, regie Joost van Hezik
- Een Midzomernachtdroom (2011); Nationale Toneel, regie Theu Boermans
- Sneeuwmeisjes (2010); regie Sanne Vogel
- Late avond idealen (2010); regie Sanne Vogel
- Underground (2009); NTGent, regie Johan Simons

### Televisie
- De Ring (2024) – Anna Hartogh
- Odds (2022) – Rechercheur Kim
- Diepe Gronden (2022) – Maxine
- Blackout (202?) Lauren Shannon
- Edelfigurant (2020-2021) – Maaike Michaelson (8 afleveringen)
- De strijd om het Binnenhof (2021) Jacoba van Beieren (1 aflevering)
- How to Sell Drugs Online (Fast) (2020) – Mia (Netflix-Serie)
- Amsterdam Undercover (2020) – Femke Pieters
- Magic Mountains (2020) – Hannah
- Odds (2017) – Kim Benk
- You Are Wanted (2017 / 2018) - Angel
- Scooterdagen (2013) – Lara
- Volgens Robert (2013) – Jasmijn
- Gerede Twijfel (2012) – Esmee
- Mixed Up (2011–2012) – serveerster (afl. "Angsten en fobieën", "Verwachtingen", "Verandering")
- Flikken Maastricht (2011) – Monique Bolt (afl. "Wie zaait...")

### Computerspellen
- Horizon Zero Dawn (2017) – Aloy - gezichtsopname
- Horizon Forbidden West (2022) – Aloy - gezichtsopname

## Prijzen
- 2019: Theo d'Or - Voor haar rol in People, Places & Things van Toneelgroep Oostpool
- 2016: Gouden Kalf beste actrice voor De Helleveeg; Prix d’Interprétation Féminine (beste vrouwelijke hoofdrol) Montreal Film Festival voor De Helleveeg.
- 2012: Gouden Kalf beste actrice voor Hemel; Beste actrice op Voices Festival Russia; Beste actrice European Film Festival Essone.

## Voetnoten
1. 1 2  In e-mailcontact heeft Hoekstra's agency aangegeven dat 2 augustus 1987 de juiste geboortedatum is.
2. ↑  "De Gouden Kalveren: dit zijn de winnaars", Algemeen Dagblad, 30 september 2016. Gearchiveerd op 8 januari 2019. Geraadpleegd op 8 januari 2019.

- Gemeinsame Normdatei: 1051710529
- International Standard Name Identifier: 0000 0003 9318 5069
- Library of Congress Control Number: no2013064027
- Nederlandse Thesaurus van Auteursnamen: 343392062
- Virtual International Authority File: 287432239
- WorldCat: E39PBJghhGfRCvMtTFHwb7Ytrq